# 莫西克里克 (喬治亞州)
莫西克里克（英語：Mossy Creek）是位於美國喬治亞州懷特縣的一個非建制地區。該地的面積和人口皆未知。

## 地理
莫西克里克的座標為34°32′28″N 83°41′08″W / 34.54111°N 83.68556°W，而該地的平均海拔高度為426米（即1398英尺）。